# Casa Rocamora
La casa Rocamora és un edifici situat al carrer de Ballester, 12 de Barcelona on vivia Manuel Rocamora i Vidal (1892-1976). Actualment és la seu de la Fundació Rocamora.

## Història
El seu propietari hi va viure en solitari des del 1935 fins a la seva mort. L'havia adquirit a la família Mansana, vinculada a Catalana de Gas, i el 1942 va encarregar-ne la reforma i ampliació a l'arquitecte Josep Plantada amb l'objectiu de tenir més espai per a mostrar les seves col·leccions. Va ser centre de reunió d'artistes i burgesos de l'època. Una d'elles era una col·lecció de vestits de diferents èpoques, afició heretada de la seva mare, que van ser donats al Museu Tèxtil i d'Indumentària.
El 1966, l'obertura de la ronda General Mitre suposà l'amputació d'una bona part del seu jardí,  que va ser reformat, i la família va haver de vendre's una part de la finca per motius econòmics. A la mort de Manuel Rocamora el 1976, el seu besnebot Antoni Rocamora i Pellicer, marquès de Villamizar, va crear la Fundació Rocamora per a preservar el seu llegat.

## Descripció
Es tracta d'un palauet d'estil isabelí de mitjan segle xix, de dues plantes, soterrani i jardí. Presenta una terrassa interior amb balconada i diverses escales d'accés, una interior per al servei i la de la zona principal. A la planta principal hi ha una sala, la sala de música, el menjador,la terrassa, i diverses habitacions annexes que inclouen la biblioteca. La cuina ocupa el soterrani i a la planta superior hi ha l'antic dormitori i sales d'exposició de les col·leccions privades del mecenes.

### Col·leccions actuals
A la planta baixa hi ha la sala Ramon Casas, on es conserven diverses obres de l'artista junt amb les d'altres pintors, dibuixants i il·lustradors de finals del segle xix i principis del segle xx, com Ricard Opisso o Ismael Smith, gran amic de Rocamora. També s'hi troba la maqueta original en bronze del monument a Colom o el reclam d'Els Quatre Gats que va fer Picasso. Altres peces de renom són un mascaró de proa i mobiliari d'època. A la mateixa planta hi ha la biblioteca, amb uns 5.000 volums,
Al primer pis hi ha exposades les col·leccions de ceràmica: mancerines, biscuits i petites col·leccions com programes d'espectacles, joguines, capses de llumins i autòmats. Igualment conserva les dedicatòries d'alguns dels convidats famosos a les seves festes.

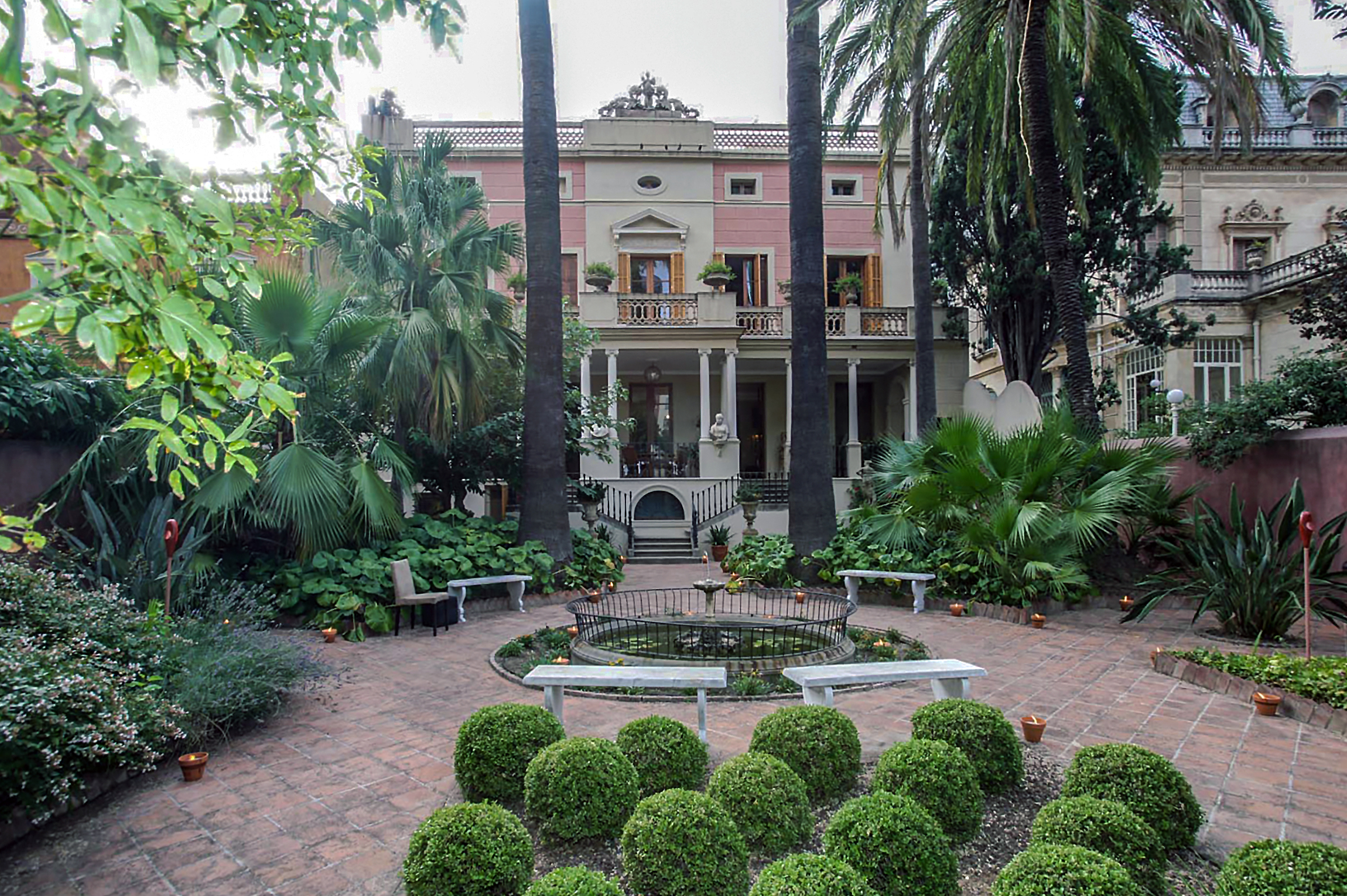
Jardí